# The Cherrytree Sessions
The Cherrytree Sessions ist die erste EP der Sängerin Lady Gaga. Sie wurde am 3. Februar 2009 von den Musiklabels Streamline, Kon Live, Cherrytree Records und Interscope Records als Download in den Vereinigten Staaten und Kanada veröffentlicht. In Deutschland erschien die EP am 6. August 2009 als CD.

## Rezeption und kommerzieller Erfolg
Mark Bleech von Bloomberg L.P. gab der EP eine positive Bewertung mit 3 von 4 Sternen. Zudem lobte er Lady Gagas Gesangsfähigkeiten. Simon Gage von Daily Express bewertete die EP mit 3 von 5 Sternen:

“No, it is that she has a rather lovely voice. Often hidden under those dastardly catchy Eurobeats, on these earlier, simpler versions of tracks such as Poker Face and Just Dance, her voice gets a bit more of a chance to shine, as do the songs.”

„… bei den einfacheren Versionen der Lieder Poker Face oder Just Dance kommt Gagas Stimme besser zur Geltung …“

Die EP belegte Platz 32 in den mexikanischen Albumcharts. Laut Nielsen SoundScan verkaufte sie sich in den USA 9.000 Mal, konnte sich aber nicht in den Billboard Hot 200 platzieren.

## Titelliste
| # | Titel                           | Songwriter                       | Produzent                   | Länge |
| - | ------------------------------- | -------------------------------- | --------------------------- | ----- |
| 1 | Poker Face                      | Lady Gaga, RedOne                | Martin Kierszenbaum         | 3:38  |
| 2 | Just Dance                      | Lady Gaga, RedOne, Aliaune Thiam | RedOne, Martin Kierszenbaum | 2:05  |
| 3 | Eh, Eh (Nothing Else I Can Say) | Lady Gaga, Martin Kierszenbaum   | Martin Kierszenbaum         | 3:03  |

## Mitwirkende
An der Produktion der EP waren folgende Personen beteiligt:
- Mary Fagot – Artdirector
- Vincent Herbert – Executive Producer, A&R
- Martin Kierszenbaum – Komponist, Musikproduzent, A&R
- Lady Gaga – Komponist
- Meeno – Fotograf
- RedOne – Komponist, Musikproduzent
- Aliaune Thiam – Komponist
- Tony Ugval – Toningenieur, Mixer